# Groupe de galaxies

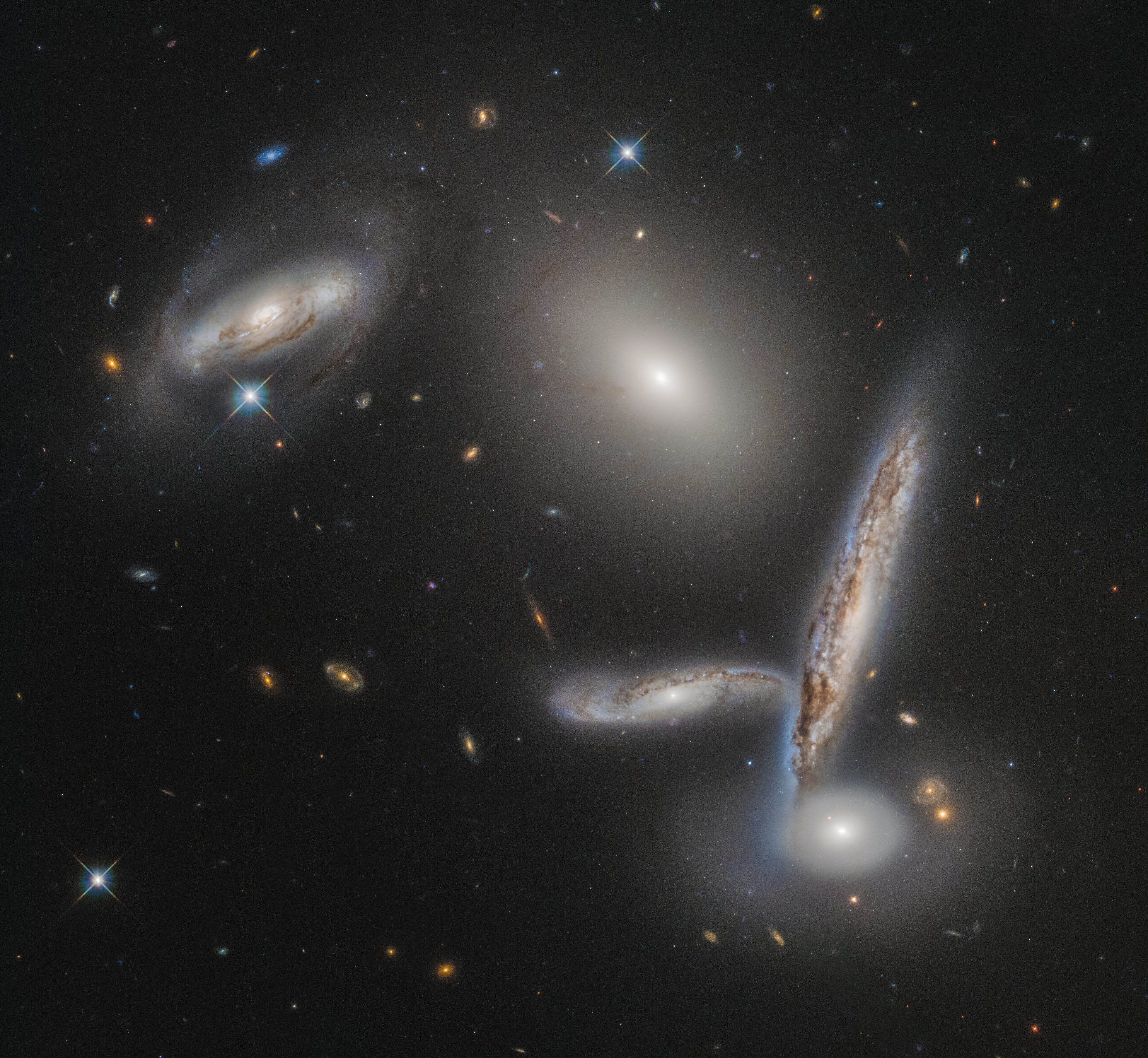
Le groupe de galaxies Arp 321 (HCG 40) vu par le télescope spatial Hubble. Il s'agit ici plus précisément d'un groupe compact de galaxies où les membres apparaissent fortement rapprochés.

Un groupe de galaxies est une association de moins d'une centaine de galaxies liées par la gravitation. Au-delà de ce nombre, une telle association est appelée amas de galaxies ou superamas. Un groupe de galaxies fait généralement partie d'un amas de galaxies ou d'un superamas.
Un exemple de groupe de galaxies est le Groupe local, dont fait partie notre Galaxie.